# Grand Prix Německa 1980
Grand Prix Německa 1980 (oficiálně XLII Großer Preis von Deutschland) se jela na okruhu Hockenheimring v Hockenheimu v Německu dne 10. srpna 1980. Závod byl devátým v pořadí v sezóně 1980 šampionátu Formule 1.

## Kvalifikace
| Poř.   | No. | Jezdec                | Konstruktér     | Čas     | Ztráta |
| ------ | --- | --------------------- | --------------- | ------- | ------ |
| 1      | 27  | Alan Jones            | Williams-Ford   | 1:45.85 | —      |
| 2      | 15  | Jean-Pierre Jabouille | Renault         | 1:45.89 | + 0.04 |
| 3      | 16  | René Arnoux           | Renault         | 1:46.00 | + 0.15 |
| 4      | 28  | Carlos Reutemann      | Williams-Ford   | 1:46.14 | + 0.29 |
| 5      | 26  | Jacques Laffite       | Ligier-Ford     | 1:46.78 | + 0.93 |
| 6      | 5   | Nelson Piquet         | Brabham-Ford    | 1:46.90 | + 1.05 |
| 7      | 25  | Didier Pironi         | Ligier-Ford     | 1:47.20 | + 1.35 |
| 8      | 21  | Keke Rosberg          | Fittipaldi-Ford | 1:47.64 | + 1.89 |
| 9      | 11  | Mario Andretti        | Lotus-Ford      | 1:48.45 | + 2.60 |
| 10     | 29  | Riccardo Patrese      | Arrows-Ford     | 1:48.58 | + 2.73 |
| 11     | 12  | Elio de Angelis       | Lotus-Ford      | 1:48.59 | + 2.74 |
| 12     | 20  | Emerson Fittipaldi    | Fittipaldi-Ford | 1:48.70 | + 2.85 |
| 13     | 9   | Marc Surer            | ATS-Ford        | 1:48.72 | + 2.87 |
| 14     | 8   | Alain Prost           | McLaren-Ford    | 1:48.75 | + 2.90 |
| 15     | 6   | Héctor Rebaque        | Brabham-Ford    | 1:48.78 | + 2.93 |
| 16     | 2   | Gilles Villeneuve     | Ferrari         | 1:48.86 | + 3.01 |
| 17     | 30  | Jochen Mass           | Arrows-Ford     | 1:48.93 | + 3.08 |
| 18     | 31  | Eddie Cheever         | Osella-Ford     | 1:49.06 | + 3.21 |
| 19     | 23  | Bruno Giacomelli      | Alfa Romeo      | 1:49.11 | + 3.26 |
| 20     | 7   | John Watson           | McLaren-Ford    | 1:49.26 | + 3.41 |
| 21     | 1   | Jody Scheckter        | Ferrari         | 1:49.35 | + 3.50 |
| 22     | 4   | Derek Daly            | Tyrrell-Ford    | 1:49.51 | + 3.66 |
| 23     | 3   | Jean-Pierre Jarier    | Tyrrell-Ford    | 1:49.52 | + 3.67 |
| 24     | 14  | Jan Lammers           | Ensign-Ford     | 1:50.30 | + 4.45 |
| 25     | 50  | Rupert Keegan         | RAM-Ford        | 1:50.75 | + 4.90 |
| 26     | 10  | Harald Ertl           | ATS-Ford        | 1:53.13 | + 7.28 |
| Zdroj: |     |                       |                 |         |        |

## Závod
| Poř.   | No. | Jezdec                | Konstruktér     | Počet kol | Čas/Odstoupení | Pořadí na startu | Body |
| ------ | --- | --------------------- | --------------- | --------- | -------------- | ---------------- | ---- |
| 1      | 26  | Jacques Laffite       | Ligier-Ford     | 45        | 1:23:59.73     | 5                | 9    |
| 2      | 28  | Carlos Reutemann      | Williams-Ford   | 45        | +3.19          | 4                | 6    |
| 3      | 27  | Alan Jones            | Williams-Ford   | 45        | +43.53         | 1                | 4    |
| 4      | 5   | Nelson Piquet         | Brabham-Ford    | 45        | +44.48         | 6                | 3    |
| 5      | 23  | Bruno Giacomelli      | Alfa Romeo      | 45        | +1:16.49       | 19               | 2    |
| 6      | 2   | Gilles Villeneuve     | Ferrari         | 45        | +1:28.72       | 16               | 1    |
| 7      | 11  | Mario Andretti        | Lotus-Ford      | 45        | +1:33.01       | 9                |      |
| 8      | 30  | Jochen Mass           | Arrows-Ford     | 45        | +1:47.75       | 17               |      |
| 9      | 29  | Riccardo Patrese      | Arrows-Ford     | 44        | +1 kolo        | 10               |      |
| 10     | 4   | Derek Daly            | Tyrrell-Ford    | 44        | +1 kolo        | 22               |      |
| 11     | 8   | Alain Prost           | McLaren-Ford    | 44        | +1 kolo        | 14               |      |
| 12     | 9   | Marc Surer            | ATS-Ford        | 44        | +1 kolo        | 13               |      |
| 13     | 1   | Jody Scheckter        | Ferrari         | 44        | +1 kolo        | 21               |      |
| 14     | 14  | Jan Lammers           | Ensign-Ford     | 44        | +1 kolo        | 24               |      |
| 15     | 3   | Jean-Pierre Jarier    | Tyrrell-Ford    | 44        | +1 kolo        | 23               |      |
| 16     | 12  | Elio de Angelis       | Lotus-Ford      | 43        | Ložisko        | 11               |      |
| Ret    | 7   | John Watson           | McLaren-Ford    | 39        | Motor          | 20               |      |
| Ret    | 15  | Jean-Pierre Jabouille | Renault         | 27        | Motor          | 2                |      |
| Ret    | 16  | René Arnoux           | Renault         | 26        | Motor          | 3                |      |
| Ret    | 31  | Eddie Cheever         | Osella-Ford     | 23        | Převodovka     | 18               |      |
| Ret    | 25  | Didier Pironi         | Ligier-Ford     | 18        | Řazení         | 7                |      |
| Ret    | 20  | Emerson Fittipaldi    | Fittipaldi-Ford | 18        | Brzdy          | 12               |      |
| Ret    | 21  | Keke Rosberg          | Fittipaldi-Ford | 8         | Ložisko        | 8                |      |
| Ret    | 6   | Héctor Rebaque        | Brabham-Ford    | 4         | Převodovka     | 15               |      |
| DNQ    | 50  | Rupert Keegan         | Williams-Ford   |           |                |                  |      |
| DNQ    | 10  | Harald Ertl           | ATS-Ford        |           |                |                  |      |
| Zdroj: |     |                       |                 |           |                |                  |      |

## Průběžné pořadí po závodě
Pohár jezdců
| Pořadí | Jezdec           | Body |
| ------ | ---------------- | ---- |
| 1      | Alan Jones       | 41   |
| 2      | Nelson Piquet    | 34   |
| 3      | Carlos Reutemann | 26   |
| 4      | Jacques Laffite  | 25   |
| 5      | René Arnoux      | 23   |
| Zdroj: |                  |      |

Pohár konstruktérů
| Pořadí | Konstruktér   | Body |
| ------ | ------------- | ---- |
| 1      | Williams-Ford | 67   |
| 2      | Ligier-Ford   | 48   |
| 3      | Brabham-Ford  | 34   |
| 4      | Renault       | 23   |
| 5      | Arrows-Ford   | 11   |
| Zdroj: |               |      |